# Kolonializm

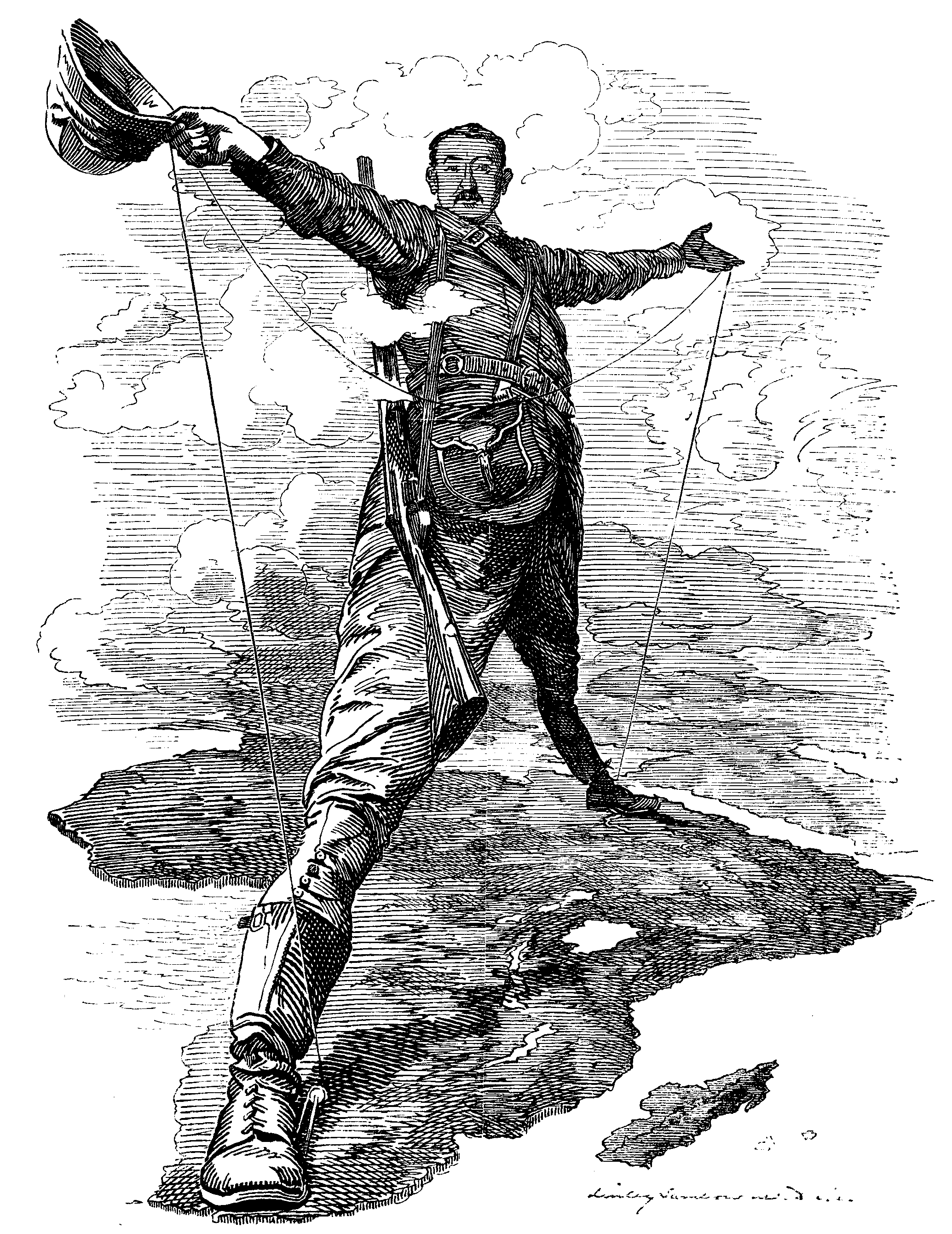
Karykatura Cecila Rhodesa, brytyjskiego polityka i twórcy idei kolonizacji przez Wielką Brytanię pasa ziem afrykańskich ciągnących się od Egiptu do Kraju Przylądkowego

Kolonializm – polityka państw rozwiniętych gospodarczo polegająca na utrzymywaniu w zależności politycznej i ekonomicznej krajów słabo rozwiniętych oraz wykorzystywaniu ich zasobów ludzkich i surowcowych. Zgodnie z zachodnią tradycją kolonializm datowany jest od epoki wielkich odkryć geograficznych, chociaż znany był już w czasach starożytności.
Kolonializm jako polityka podboju i przejmowania obcych terytoriów oraz podporządkowywania sobie zamieszkującej tam ludności przez państwa europejskie sięga korzeniami do przełomu XV i XVI wieku. Ma nierozerwalny związek z odkryciami geograficznymi i dokonanym później podziałem globu ziemskiego między mocarstwa kolonialne.
Celem kolonizacji było zdobycie i wprowadzenie różnych form eksploatacji terytoriów zamorskich, wzbogacenie się metropolii, poszerzenie strefy wpływów w świecie i wzmocnienie siły państwa kolonizującego. Tworzenie imperiów kolonialnych służyło zarówno celom ekonomicznym, jak i politycznym oraz strategicznym.
W rezultacie kolonizacji na początku XX w. rozległe terytoria Afryki, Azji, Ameryki prawie w całości zostały podzielone i podporządkowane kilku państwom europejskim. Utworzono ogromne imperia kolonialne zajmujące ponad 73 mln km², tj. około 55% powierzchni globu. Mieszkało w nich około 35% ogółu ówczesnej ludności Ziemi. Status tych terytoriów był formalnie zróżnicowany, stosowano w odniesieniu do nich nazwy: kolonia, protektorat, kondominium, a następnie kamuflując ich faktyczny status, określano je jako prowincje zamorskie, terytoria zamorskie, wreszcie terytoria powiernicze lub obszary nie rządzące się samodzielnie. Metropolie zarządzały nimi bezpośrednio za pomocą administracji kolonialnej albo pośrednio z wykorzystaniem lokalnych struktur państwowych lub plemiennych. 
Po zakończeniu II wojny światowej nadal istniały ogromne imperia kolonialne: brytyjskie (33 mln km²), francuskie (10 mln km²) oraz belgijskie, holenderskie i portugalskie (po około 2 mln km²). Kolonie stanowiły zaplecze surowcowe i rynki zbytu dla państw europejskich. Kolonializm sprzyjał utrzymaniu zacofania gospodarki krajów uzależnionych.

## Państwa kolonizujące w historii

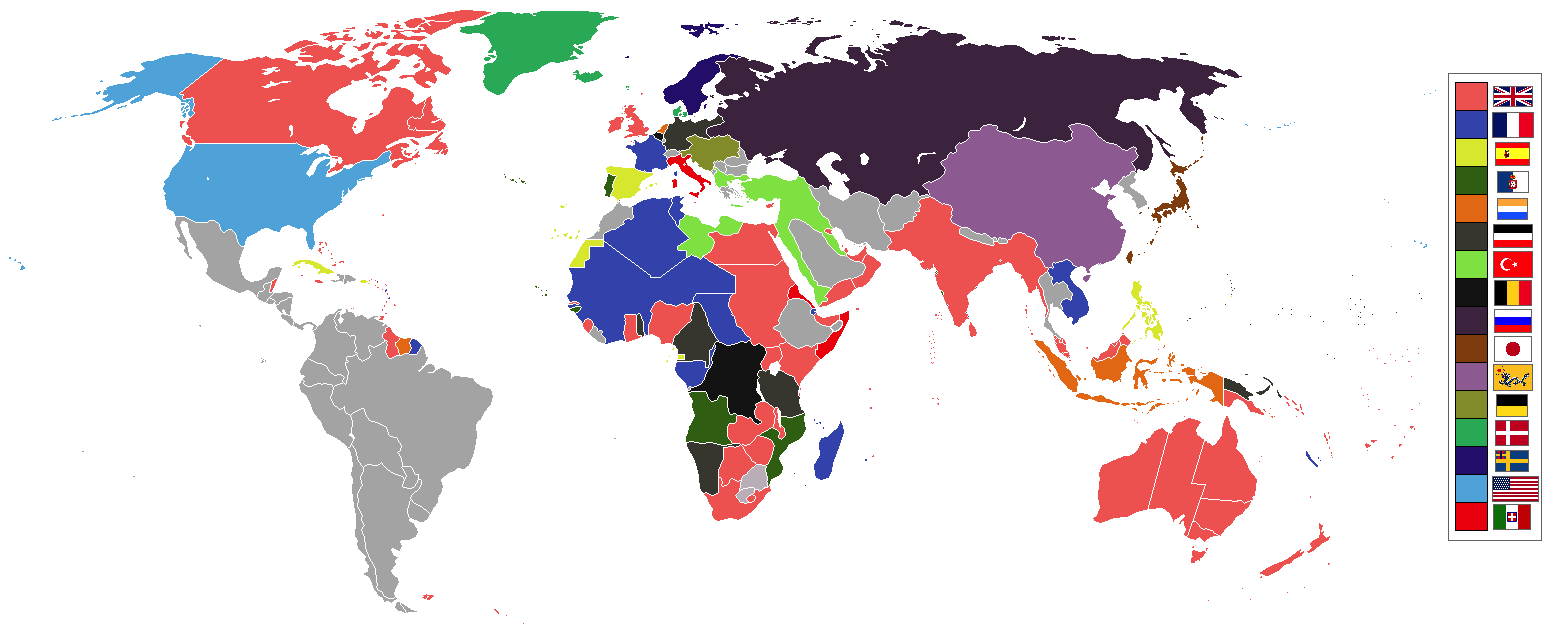
Świat w 1898

- państwa-miasta starożytnej Grecji,
- Starożytny Rzym,
- Fenicja,
- Hiszpania,
- Portugalia,
- Francja,
- Anglia → Wielka Brytania,
- poszczególne kraje Włoch,
- Holandia,
- Dania,
- Rosja[2],
- poszczególne księstwa Rzeszy Niemieckiej,
- Niemcy
- Belgia,
- Imperium Osmańskie (Turcja),
- Persja[potrzebny przypis],
- Stany Zjednoczone,
- Chiny[potrzebny przypis],
- Oman,
- Japonia,
- Kurlandia,
- Szwecja,
- Normandia.